# Kidron-völgy
A Kidron-völgy (héber: נחל קדרון, Naḥal Qidron; arab: وادي الجوز, Wadi al-Joz) egy vádi, amely Jeruzsálem mellett, a Földközi- és a Holt-tenger vízválasztójában veszi kezdetét. Jeruzsálem óvárosának keleti oldalán különíti el a Templom-hegyet az Olajfák hegyétől. A völgy kelet felé folytatódik a Júdeai-sivatagban, Ciszjordániában, a Holt-tenger felé. Nevét a völgy feletti hegygerincen található Kedar településről kapta.
A völgy azon részét, mely az Olajfák hegye és Jeruzsálem közé esik Jozsafát völgyének is nevezték, mert a Jóel könyve által ily néven megjelölt hely (az isteni ítélet mezeje) földrajzi fekvése a Kidron völgyével összeesik. Ezért a zsidók, keresztények és muszlimok úgy tekintik a völgyet, mint az utolsó ítélet s részben a feltámadás színhelyét is, ahova, különösen a zsidók és muszlimok szívesen temetkeznek. Az Olajfák hegyének déli részében található zsidó temető (Mount of Olives Jewish Cemetery)  Jeruzsálem legrégebbi és legfontosabb temetője. A temetkezés mintegy 3000 évvel ezelőtt kezdődött itt és ma is folytatódik.

## Fordítás
- Ez a szócikk részben vagy egészben  a   Kidron Valley című angol Wikipédia-szócikk fordításán alapul.  Az eredeti cikk szerkesztőit annak laptörténete sorolja fel. Ez a jelzés csupán a megfogalmazás eredetét és a szerzői jogokat jelzi, nem szolgál a cikkben szereplő információk forrásmegjelöléseként.